# Carcinopsis humboldtiana
Carcinopsis humboldtiana är en insektsart som beskrevs av Griffini 1914. Carcinopsis humboldtiana ingår i släktet Carcinopsis och familjen Anostostomatidae. Inga underarter finns listade i Catalogue of Life.